# Єзьожани (Малопольське воєводство)
Єзьожани (пол. Jeziorzany) — село в Польщі, у гміні Лішки Краківського повіту Малопольського воєводства. Населення — 901 особа (2011).
У 1975—1998 роках село належало до Краківського воєводства.

## Демографія
Демографічна структура станом на 31 березня 2011 року:
|          | Загалом | Допрацездатний вік | Працездатний вік | Постпрацездатний вік |
| -------- | ------- | ------------------ | ---------------- | -------------------- |
| Чоловіки | 454     | 84                 | 334              | 36                   |
| Жінки    | 447     | 72                 | 293              | 82                   |
| Разом    | 901     | 156                | 627              | 118                  |